# Palazzo Pretorio (Rovereto)
Il Palazzo Pretorio è la sede attuale del municipio di Rovereto, in provincia di Trento, situato in Piazza del Podestà.

## Storia del palazzo

### La costruzione e i primi restauri
I lavori di costruzione iniziarono nel 1417 per volere di Andrea Valier (pretore dal 1417 al 1424). Nello stesso anno infatti, i Veneziani conquistarono la città di Rovereto, a quel tempo proprietà di Aldrighetto di Castelbarco, e necessitarono di una struttura in grado di ospitare gli uffici del comune e l'abitazione del podestà (il palazzo sarà sede del pretore e degli ufficiali di curia fino ad epoca napoleonica).
Il successore di Valier, Francesco Basadonna ordina poi nel 1424 l'ampliamento del palazzo e il suo parziale rifacimento per motivi organizzativi. Un secondo importante intervento, e forse il più significativo dal punto di vista architettonico, avvenne nel 1476 (la rifabbricazione dell'edificio si protrarrà fino al 1479) per volontà del podestà Pietro Venier. Il nuovo progetto si preoccupò non solo di occupare un'area più vasta della precedente, ma anche di mettere a nuovo la Sala Maggiore, con numerose decorazioni ad affreschi riportanti lo stemma della famiglia del podestà. Venne creata una loggia sopra il Leno e sulla facciata che dà sulla piazza fu introdotta una decorazione con paramento a scacchiera attribuita a Giovanni Pietro Bellini. Questa decorazione è ancora visibile sulla parte destra della facciata.

### 1500-1600
Dopo le vicende belliche di fine quattrocento e dopo la disfatta veneta a Chiaradadda, Rovereto si consegnò all'imperatore Massimiliano I d'Asburgo il 31 maggio 1509, segnando così la fine della dominazione veneta sulla città. Superata una prima fase di interregno, verso la fine del secolo, si assistette ad una ripresa economica della città. Il rinnovato sfruttamento del Leno e dell'Adige,  grazie alle rogge già esistenti in città, portarono ad una sostanziale impennata delle attività commerciali da esso derivate (in particolar modo filatoi) e ad un notevole miglioramento del benessere cittadino, in tutti i ceti sociali. Le nuove ricchezze portarono dunque ad un importante intervento di ordine strutturale e architettonico di Palazzo Pretorio nel 1671 finanziato dal barone Bartolomeo Pizzini. Riorganizzando gli spazi interni si venne a creare il primo teatro stabile roveretano: il “Camerone de presentati” (dalla seconda metà del settecento il palcoscenico venne trasfigurato in quella che tutt'oggi è la Sala del Consiglio). Settecentesca è anche la parte sinistra tuttora visibile della facciata che dà su Piazza del Podestà, in netto stacco con quella trecentesca di destra, a dimostrazione dei due periodi storici di più fiorente ricchezza per Rovereto.

### Augusto Sezanne
L'ultimo sostanziale rifacimento del palazzo (prima del restauro odierno) è attestato al progettista e pittore bolognese, professore al regio Istituto di Belle Arti di Venezia Augusto Sezanne. Tra il 1891 e il 1892 è attestato il finanziamento di 1800 fiorini al decoratore veneto per l'abbellimento della Sala Maggiore, con l'annesso restauro di numerosi affreschi preesistenti. Sezanne non agisce solo sull'aspetto decorativo del palazzo, ma anche su quello strutturale. Si ha un primo ampliamento del palazzo nel 1902. Nel 1911 poi assistiamo alla trasformazione della cosiddetta “Vigilantia”, precedente abitazione dei cancellieri e sede delle prigioni. Data l'evidente influenza veneziana sul restauratore, molti dei rifacimenti operati su Palazzo Pretorio prendono come modelli altre opere veneziane in una direzione sempre più voltata all'immaginario simbolico veneto piuttosto che ai consueti metodi di restauro del tempo. Uno dei più evidenti esempi di ciò si può constatare nel tuttora visibile sovrappasso di Via Bertolini, dichiaratamente ispirato al Ponte dei Sospiri a Venezia.

### Epoca moderna
Data la difficile e travagliata storia politica che nei secoli aveva perpetrato il suo corso su Palazzo Pretorio, la struttura presentava, prima del restauro odierno, numerosissime contaminazioni di stili architettonici a cui solo Sezanne aveva cercato di porvi rimedio, unificando, almeno esteriormente, i motivi del palazzo sotto un'egemonia che richiamasse le lodi di Venezia. Per questi motivi l'Amministrazione comunale dovette operarsi nel proporre un rifacimento globale dei piani del palazzo, per porre rimedio alle molte barriere architettoniche presenti e riportare l'edificio sotto un'ottica di pubblica utilità cittadina. Il 3 febbraio 1993 viene incaricato di questo progetto l'architetto Giorgio Leoni, che provvederà ad una risistemazione delle funzionalità strutturali dell'edificio e alla risoluzione dei molti problemi tecnici che esso presentava, in un lungo intervento che si compirà nel febbraio del 2003. Palazzo Pretorio assume dunque, anche in epoca moderna, un ruolo centrale nella vita politica cittadina come sede del municipio di Rovereto.